# Magé (canhoneira)
Magé foi uma canhoneira operada pela Armada Imperial Brasileira. Recebeu seu nome tupi em alusão à residência do Pagé. Foi construída no estaleiro de Mr. Green em Blackwall, Inglaterra. A canhoneira possuía o casco de madeira, motor a vapor, tinha um peso em deslocamento de 564 toneladas, media 43,35 metros de comprimento, tinha 7,44 metros de boca e 3,50 metros de pontal. Possuía um motor a vapor de 120 HP. Seu meio ofensivo era constituído de seis canhões de calibre 32 e um de 68.
Magé chegou ao Brasil em 22 de julho de 1854. No mesmo ano participou da Divisão Naval de Pedro Ferreira de Oliveira enviada ao Paraguai como uma demonstração de força do Brasil contra aquele país. A partir de 1865, participou de várias batalhas da Guerra do Paraguai como a Passagem de Mercedes, Combate de Itapiru, reconhecimento da Lagoa Pires, reconhecimento do rio Paraguai, bombardeio de Curuzú, Passagem de Curupaiti e Combate de Logoa Verá. Após a guerra, foi encaminhada para o 1.º Distrito Naval em 14 de abril de 1875. A embarcação foi aposentada em 17 de março de 1883.